# Obernfeld
Obernfeld település Németországban, azon belül Alsó-Szászország tartományban. Lakosainak száma 942 fő (2023. december 31.). Obernfeld Rüdershausen és Duderstadt községekkel határos.

## Népesség
A település népességének változása:
| Lakosok száma | 944  | 945  | 963  | 940  | 930  | 942  |
|               | 2016 | 2017 | 2019 | 2021 | 2022 | 2023 |